# Triple Crown of Hiking

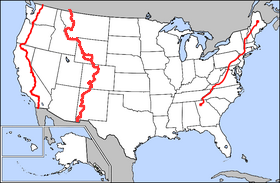
Mapa ukazující tři traily Triple Crown of Hiking

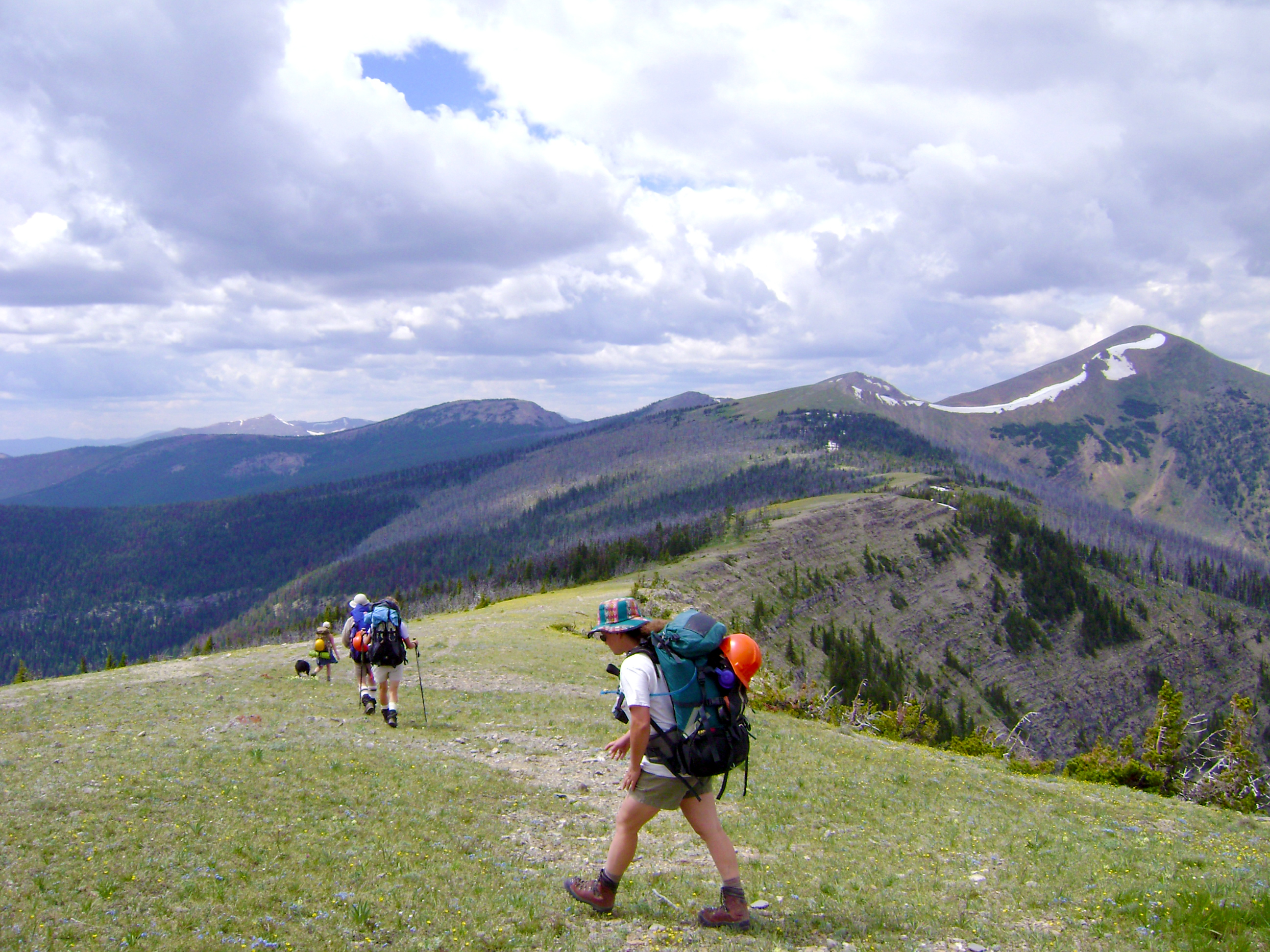
Turisté na Continental Divide Trail v Bob Marshall Wilderness Area v Montaně

Triple Crown of Hiking (česky se dá přeložit jako Trojkoruna pěší turistiky) je neformální označení tři hlavních dálkových turistických stezek ve Spojených státech amerických, jimiž jsou:
- Appalachian Trail (zkratka AT) o délce 3 531 km, která prochází východní částí USA. Většina turistů začíná na hoře Springer Mountain v Georgii a dále pokračuje na sever přes Severní Karolínu, Tennessee, Virginii, Západní Virginii, Maryland, Pensylvánii, New Jersey, New York, Connecticut, Massachusetts, Vermont a New Hampshire. Stezka končí na hoře Mount Katahdin v Maine.[1][2]
- Pacific Crest Trail (zkratka PCT) o délce 4 270 km prochází západem Spojených států mezi státními hranicemi s Mexikem a Kanadou a vede nejvyššími částmi pohoří Sierra Nevada a Kaskádového pohoří. Skoro všichni začínají na hranicích s Mexikem v osadě Campo v Kalifornii, prochází se na sever celou Kalifornií a Oregon, konec je u hranic Kanady ve státě Washington.
- Continental Divide Trail (zkratka CDT) o délce 4 873 km je vedena mezi Mexikem a Kanadou po kontinentálním předělu podél Skalnatých hor přes Nové Mexiko, Colorado, Wyoming, Idaho a Montanu.

Tyto tři stezky byly jako první zařazeny do systému Národních turistických stezek v USA. Jejich celková délka je asi 12 674 km.
Pokud turista dokončí všechny tři stezky, navštíví celkem 22 amerických států. Za tento výkon jsou turisté oceňováni organizací American Long Distance Hiking Association – West (ALDHA–West), která jim na svých každoročních podzimních setkáních uznává jejich výkony a oceňuje je plaketami. Mezi lety 1994 a 2021 udělila ALDHA–West Trojkorunu celkem 525 osobám.